# تئوفیلو یلدفونسو
تئوفیلو یلدفونسو (به انگلیسی: Teófilo Yldefonso) (زادهٔ ۵ نوامبر ۱۹۰۲) شناگر اهل فیلیپین است.